# بخش بلو موندز
بخش بلو موندز (به انگلیسی: Blue Mounds Township) یک منطقهٔ مسکونی در ایالات متحده آمریکا است که در شهرستان پوپ، مینه‌سوتا واقع شده‌است.
 بخش بلو موندز ۹۳٫۲ کیلومتر مربع مساحت و ۲۰۷ نفر جمعیت دارد و ۳۴۰ متر بالاتر از سطح دریا واقع شده‌است.